# Amy Pemberton
Amy Pemberton (Anglia Orientale, 16 aprile 1988) è un'attrice britannica.

## Biografia
Originaria del Suffolk, è nota per essere la voce della nave Gideon nella serie televisiva Legends of Tomorrow.

## Filmografia parziale

### Cinema
- Storage 24 (2012)
- Tom and Jerry: Back to Oz (2016)
- Panama Papers (The Laundromat), regia di Steven Soderbergh (2019)

### Televisione
- Papà e mamma sono alieni (My Parents Are Aliens) - serie TV, episodio 7x06 (2005)
- Casualty - serie TV, episodio 22x12 (2007)
- Doctors - soap opera, 1 episodio (2008)
- Legends of Tomorrow - serie TV, 110 episodi (2016-2022)
- Suspense - serie TV, 6 episodi (2016-2019)
- Arrow - serie TV, episodio 5x08 (2016)
- Scorpion - serie TV, episodio 4x07 (2018)
- Eric - miniserie televisiva, episodio 4 (2024)

### Videogiochi
- Marvel Heroes - videogioco, voce di Lady Sif (2013)
- Game of Thrones - videogioco, voce di Elaena Glenmore (2014)
- Uncharted 4: A Thief's End - videogioco, voci aggiunte (2016)
- Titanfall 2 - videogioco, voce di Sloane (2016)
- Fortnite - videogioco, voce di Penny (2017)
- Call of Duty: Black Ops Cold War - videogioco, voce di Elizabeth Grey (2020)
- Hogwarts Legacy - videogioco, voce di Calliope Snelling, Bella Navaro, Ashley Coffey e Noreen Blainey (2023)
- Starfield - videogioco, voce di Jane Weller (2023)

## Doppiatrici italiane
Nelle versioni in italiano delle opere in cui ha recitato, Amy Pemberton è stata doppiata da:
- Simona D'Angelo in Legends of Tomorrow (s.1-6)
- Lidia Perrone in Legends of Tomorrow (s.1-7)
- Valentina De Marchi in Eric

Da doppiatrice, è stata sostituita da:
- Luisa Ziliotto in Hogwarts Legacy (come Noreen Blainey)